# 브레이킹 더 웨이브
《브레이킹 더 웨이브》(영어: Breaking the Waves)는 1996년 개봉한 드라마 영화이다. 라르스 폰 트리어가 감독과 공동각본을 맡았다. 1996 칸 영화제 그랑프리, 1996 유럽 영화상 작품상, 1997 보딜상 작품상 수상작이다.

## 출연

### 주연
- 에밀리 왓슨
- 스텔란 스카르스고르드
- 카트린 카틀리지
- 쟝 마르 바
- 아드리안 로우린
- 조나단 해켓

### 조연
- 샌드라 보
- 우도 키에르

## 기타
- 공동제작: 피터 반 보겔포엘
- 공동제작: 마리안느 슬롯
- 미술: 칼 줄리어슨
- 의상: 마농 라스무센